# Tachyphonus coronatus
A Tachyphonus coronatus a madarak osztályának verébalakúak (Passeriformes) rendjébe és a tangarafélék (Thraupidae) családjába tartozó faj.

## Rendszerezése
A fajt Louis Pierre Vieillot francia ornitológus írta le 1822-ben, az Agelaius nembe  Agelaius Coronatus néven.

## Előfordulása
Argentína északkeleti, Brazília déli és Paraguay keleti részén honos. Természetes élőhelyei a szubtrópusi és trópusi síkvidéki és hegyi esőerdők, valamint másodlagos erdők. Állandó nem vonuló faj.

## Megjelenése
Testhossza 16 centiméter, testtömege 26-33 gramm. A hím tollazata sötétkék, kivéve egy koronaszerű vörös foltot a fején és a szárnya alját, ami fehér, a tojóé vörösesbarna felül és világosabb alul.
|  |  |

## Természetvédelmi helyzete
Az elterjedési területe rendkívül nagy, egyedszáma pedig stabil. A Természetvédelmi Világszövetség Vörös listáján nem fenyegetett fajként szerepel.